# Shenandoah (fiume)
Lo Shenandoah è un fiume negli Stati Uniti d'America; affluente del fiume Potomac, è lungo 90 km, con due rami di circa 160 km ciascuno. Scorre negli Stati della Virginia e della Virginia Occidentale. È il principale affluente del Potomac. Con i suoi affluenti, lo Shenandoah raccoglie le acque della parte centrale e inferiore della valle dello Shenandoah e della valle Page negli Appalachi, a ovest dei monti Blue Ridge, nella Virginia nordoccidentale e nel panhandle orientale della Virginia Occidentale.

## Corso
Il fiume Shenandoah si forma a nord-est di Front Royal vicino a Riverton, dalla confluenza del ramo sud e del ramo nord. Scorre a nord-est attraverso la contea di Warren, passando sotto l'Interstate 66 a 1,6 km dalla sua formazione. Dopo il ponte della I-66, il fiume scorre attraverso una serie di curve per poi virare nuovamente a nord-est, attraversando la contea di Clarke 18 km a valle della I-66; dopo 8 km dal confine con la contea di Clarke, lo Shenandoah passa sotto la U.S. Route 50 e poi fa una tripla curva. 23 km a valle del ponte della Route 50, il fiume passa sotto la State Route 7 e poi continua a nord-est per altre 13 km dove attraversa la contea di Jefferson in Virginia occidentale. A questo punto il fiume completa sei grandi anse prima di unirsi al Potomac da sud-ovest vicino a Harper's Ferry. La confluenza si trova al confine tra Virginia Occidentale e Maryland, e a 600 metri dal confine tra Virginia e Virginia Occidentale. 

## Geologia

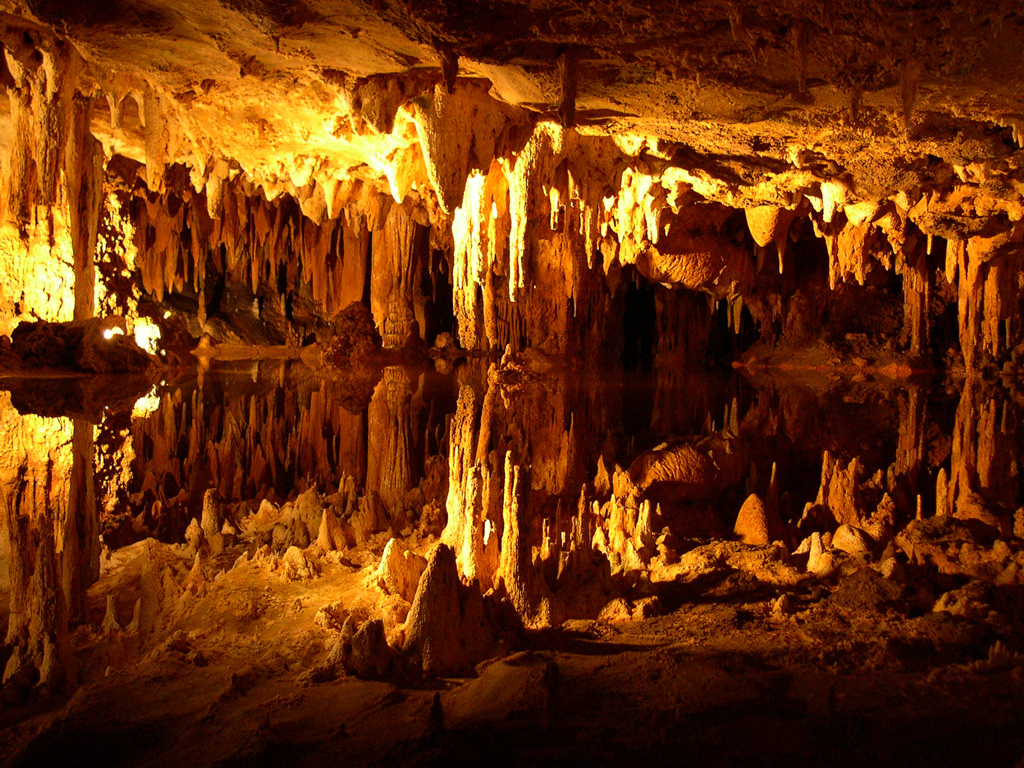
Dream Lake, all'interno delle Luray Caverns

La valle dello Shenandoah è coperta da calcare. Il terreno fertile ne fece un luogo privilegiato per i primi insediamenti. Continua ad essere una delle principali aree agricole della Virginia e della Virginia occidentale. Un certo carsismo è evidente e vi sono grotte alveolari scavate nel calcare. Molte sono divenute attrazioni turistiche a pagamento.

## Etimologia

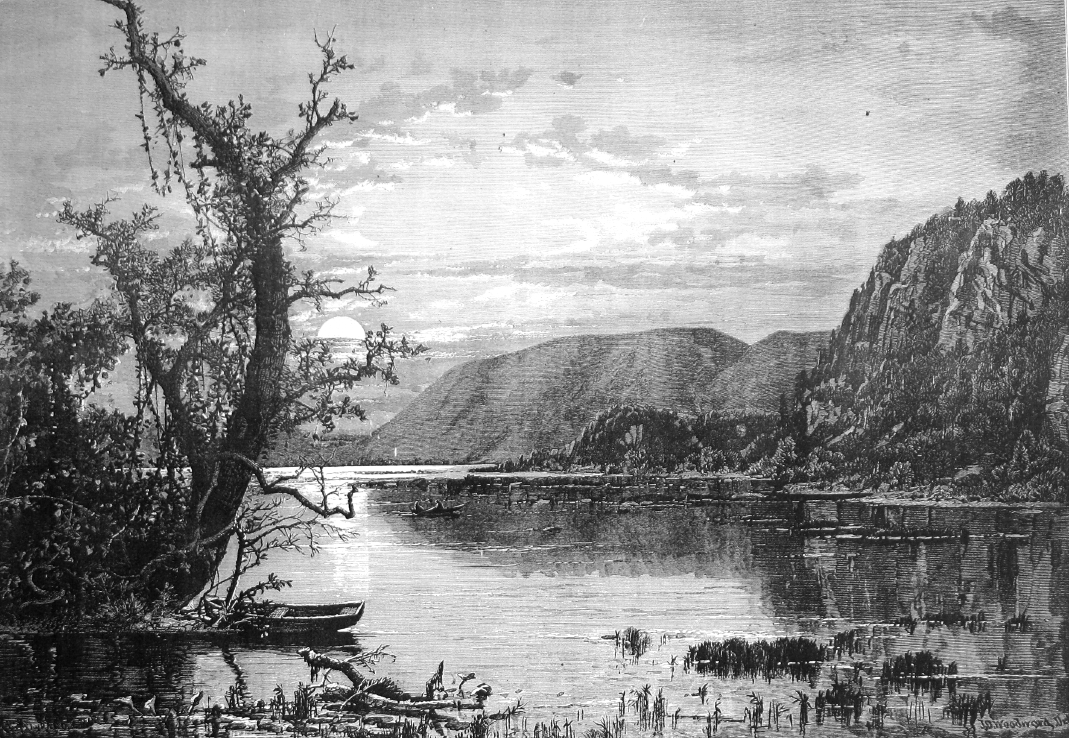
Moonlight on the Shenandoah, incisione di J.D. Woodward

Ci sono varie versioni sull'origine del nome. Secondo una, il generale George Washington chiamò la valle (e il fiume) in onore di Schenandoa (o Shenandoah), un "capo albero di pino" Oneida dello Stato di New York, che guidò centinaia di guerrieri Oneida e Tuscarora a sostegno dei ribelli durante la rivoluzione americana. Schenandoa inviò anche mais in aiuto a Washington e alle sue truppe durante il duro inverno a Valley Forge, in Pennsylvania, nel 1777-1778.   Tuttavia, il nome era in uso quando Washington era un bambino, come evidenziato nelle concessioni terriere e nella corrispondenza.  Si dice anche che prenda il nome dal popolo Senedo, una tribù di cui si sa poco che si dice abbia vissuto sulla diramazione nord del fiume e distrutta dai Catawba, tra il 1650 e il 1700.

## Attività ricreative
Il fiume Shenandoah è un fiume molto popolare per la canoa, il tubing, il rafting e il kayak (classe I-III in stagione, II-III+ durante il deflusso primaverile) e diversi operatori turistici propongono gite guidate e noleggio di attrezzatura.

## Nella cultura
L'inno dello Stato della Virginia Occidentale e la canzone di John Denver Take Me Home, Country Roads citano il fiume Shenandoah.